# Conjunt prehistòric de Garonda
El conjunt prehistòric de Garonda és un jaciment arqueològic prehistòric situat a la possessió de Garonda, just al costat de les cases de la possessió, al municipi de Llucmajor, Mallorca. En aquest jaciment s'hi troben diferents tipus de restes destacant: dos talaiots de planta circular, el talaiot septentrional té 11,4 m de diàmetre i 4,4 m d'altària amb el portal orientat al llebeig i el talaiot meridional té 12,2 m de diàmetre i 4,3 m d'altària, amb el portal orientat també al llebeig; un navetiforme de planta en forma d'U allargada, amb façana orientada al sud, de 17 m de longitud per 5,5 m d'amplària, del qual només en queda una filada de les pedres de la base; i una bassa antiga.